# Калуський повіт
Ка́луський пові́т — історична адміністративна одиниця на українських землях, що входила до складу Австро-Угорщини, Західно-Української Народної республіки, УНР, Польщі, УРСР і Третього Рейху. Адміністративним центром повіту було місто Калуш.

## Королівство Галичини та Володимирії
Провісник пізнішого повіту Судовий повіт Калуш (адміністративно-судовий орган влади) був створений наприкінці 1850 року. Територія Калуського судового повіту повністю збігалась із територією попередньої Калуської домінії, а також з територією колишнього Калуського староства часів Речі Посполитої (1549—1772). Повітова судова виконавча влада підпорядковувалася утвореному того ж року апеляційному суду у Львові.
Сам Калуський повіт як орган адміністративної влади після проголошення у 1854 році був створений 29 вересня 1855 року (паралельно до наявного судового повіту) у складі округу Стрий з 41 самоврядної громади — Калуської міської і 40 сільських:
1. Баня (з фільварком),
2. Бережниця (з фільварком),
3. Берлоги (з фільварком),
4. Вістова (з фільварком),
5. Грабівка (з фільварком),
6. Добровляни (з фільварком),
7. Довге-Калуське,
8. Завій (з фільварком),
9. Загір’я,
10. Кадобна з фільварком,
11. Камінь,
12. Копанки (з фільварком),
13. Красне (з фільварком),
14. Кропивник,
15. Ляндештрой,
16. Лдзяни,
17. Майдан (з фільварком),
18. Мислів,
19. Мостище (з фільварком),
20. Небилів (з фільварком),
21. Новий Калуш
22. Новиця,
23. Петранка (з фільварком),
24. Підгірки (з фільварком),
25. Підмихайля (з фільварком),
26. Пійло (з фільварком),
27. Присліп (з фільварком),
28. Рівня (з фільварком),
29. Рип'янка (з фільварком),
30. Сівка-Калуська,
31. Сливки,
32. Слобода-Небилівська,
33. Слобода-Рівнянська (з фільварком),
34. Топільське,
35. Уґартсталь
36. Середній Угринів,
37. Старий Угринів,
38. Хотінь (з фільварком),
39. Яворівка,
40. Ясень (з фільварком).

Під час адміністративної реформи місцевого самоврядування розпорядженням міністерства внутрішніх справ Австро-Угорщини 23 січня 1867 року ліквідовані округи та збільшені повіти, зокрема до попереднього Калуського повіту приєднані частини повітів Рожнятівського (Брошнів, Голинь, Тужилів-Котятичі з фільварком) і Журавненського (Верхня з фільварком, Завадка з фільварком, Збора з фільварком) та Войнилівський повіт у складі міської гміни Войнилів (з фільварком) і 20 сільських:
1. Бабин (з фільварком),
2. Гуменів (з фільварком),
3. Діброва (з фільварком),
4. Довгий Войнилів (з фільварком),
5. Довжка (з фільварком),
6. Довпотів (з фільварком),
7. Дубовиця (з фільварком),
8. Лука (з фільварком),
9. Мединя (з фільварком),
10. Мошківці (з фільварком),
11. Негівці (з фільварком),
12. Перевозець (з фільварком),
13. Перекоси (з фільварком),
14. Середнє (з фільварком),
15. Сівка-Войнилівська,
16. Студінка (з фільварком),
17. Сільце (з фільварком),
18. Слобідка (з фільварком),
19. Томашівці (з фільварком),
20. Цвітова (з фільварком).

Однак Войнилівський повіт зберігся в структурі судової адміністрації, приєднані громади інших повітів включені до Калуського судового повіту. 
За переписом 1869 року у повіті мешкало 62 545 осіб.
Практично в набутому у 1867 році вигляді Калуський повіт існував 73 роки — до 17 січня 1940 року. За Австро-Угорщини вносились дві зміни: ще до 1880 року передана до Долинського повіту громада Брошнів, а звідти передана громада Болохів, та 1886 року до повіту долучене село Станькова з Кулинкою з Жидачівського повіту.
У 1880 році повіт поділявся на 60 кадастральних гмін і 2 судові повіти, складався з 67 самоврядних громад-гмін (2 міських і 65 сільських) та 30 окремих територій (з 49 фільварками) — загалом 97 адміністративних одиниць. За переписом 1880 року населення повіту становило 65 089 осіб, серед них: 52072 греко-католики, 4227 римо-католиків, 1 вірмено-католик, 1 православний, 989 лютеранів, 95 кальвіністів та 7704 юдеї. У товариських стосунках користувались переважно українською мовою — 53860 осіб, польською — 8052, німецькою — 3133, іншими — 8.

### Посли до Галицького сейму
По округу № 35 IV курії (до 1867 р. включав Калуський і Войнилівський повіти, надалі збігався з укрупненим Калуським повітом) послами (в сучасному значенні — депутатами) до Галицького сойму були: 
- 1862-1876 рр. — Антоній Петрушевич;
- 1877-1879 рр. — Яків Кульчицький;
- 1880-1882 рр. — Францішек Вольфарт;
- 1882-1895 рр. — Юліан Романчук;
- 1895-1901 рр. — Модест Каратницький;
- 1901-1907 рр. — Адольф Вурст;
- 1907-1914 рр. — Іван Куровець.

## У складі ЗУНР
21 жовтня 1918 року Українською Центральною Радою для організації листопадового зриву до Калуша був присланий о. Павло Джулинський. 28 жовтня був створений Повітовий народний комітет з 11 осіб.
Вночі з 1 на 2 листопада 1918 року двадцятеро озброєних калушан перейняли владу, роззброїли мадярський гарнізон на залізничній станції та на броварні фірми Мільштайн і Шпіндель чисельністю 300 осіб і взяли під контроль урядові установи, підприємства та залізничну станцію. Тої ж ночі українські селяни роззброювали жандармські пости по селах повіту, у містечку Войнилів роззброєнням керували Гаджаровський і Дурбак. Повітовий староста поляк Струсінський підписав акт передачі влади Повітовому державному секретаріату. На 10-у години ранку місто і весь повіт були в руках української влади. В Калуш увійшли з піснями колони українців з сіл повіту (їх очолювали о. І.-М. Янович, о. А. Бандера, о. Наконечний, о. Кароль, панна Скрутівна та ін.) і під гул церковних дзвонів пройшло урочисте віче відновлення української держави.
Головою повітової адміністрації новопроголошеної української держави — ЗУНРу став о. Павло Джулинський (23 січня 1919 року його змінив доктор Микола Желехівський, якого пізніше змінив судовий радник Юліян Білинський). Начальником пошти і телеграфу став Теодозій Левицький. Керівником повітового суду став Юліян Білинський, скарбового суду — Гнат Мартинець. Харчовий уряд очолив Тимко Бариш. Директором повітової кооперації став Осип Ткачук. Калуською солеварнею керував Семен Захней (згодом його замінив гірничий інженер Мар’ян Козакевич). Управу державних лісів очолив абсольвент Віденської лісової Академії Остап Бобикевич, пізніше його змінив інженер Мирон Крижанівський, поручик, родом з Бучача. Народне шкільництво очолив Петро Юрчик, директором Виділової школи призначено вчителя Івана Сандурського, приватну гімназію очолив учитель Дометій Попович. Уряд державного землеміра залишився в руках українського інженера Михайла Чорпіти. Нотаріальну канцелярію очолював Мирон Мосора. Повітовий шпиталь і санітарну опіку над містом і повітом очолив полковник австрійської військової флотилії доктор Маркел Рожанковський. Комендантом повітової військової команди призначено хорунжого австрійської армії юриста Осипа Дудикевича. Сформовану з 80 стрільців Запасну сотню очолив чотар Стах Лескович, при ній сформовано вишкіл скорострілів під командою чотаря Петра Миговича. Команду повітової державної жандармерії очолив чотар Ілько Перейма, якого змінив Яхніцький. Посадником міста (мером) обрано Михайла Дідошака замість поляка Вурста. Деякий час у Калуші діяла обласна жидівська міліція, комендантом якої став поручник Леон Ляндеман. Почав виходити тижневик «Голос Калуша» під редакцією Михайла Струтинського — орган Повітового державного секретаріату. Надалі добровольці з Калуша та повіту брали участь у формуванні Української Галицької Армії Повіт входив до Станиславської військової області ЗУНР. Делегатом до УНРади обрали о. Андрія Бандеру.
Наприкінці травня 1919 року внаслідок наступу прибулої з Франції армії Галлера при синхронному ударі в спину румунських військ повіт був окупований поляками.

## Під польською окупацією
Включений до складу Станиславівського воєводства після утворення воєводства у 1920 році на окупованих землях ЗУНР. Повіт налічував 119 поселень (1 місто, 69 громад сіл (ґмін), 49 фільваркових маєтків). Було 36 поселень з населенням до 500 осіб (загалом проживало 4 625 мешканців), 54 поселення з населенням від 500 до 2000 осіб (загалом проживало 59 907 мешканців), у Калуші налічувалось 6 619 мешканців. Площа повіту — 1183 км², 87868 мешканців, густота населення 74,3 осіб/км².

### Зміни адміністративного поділу

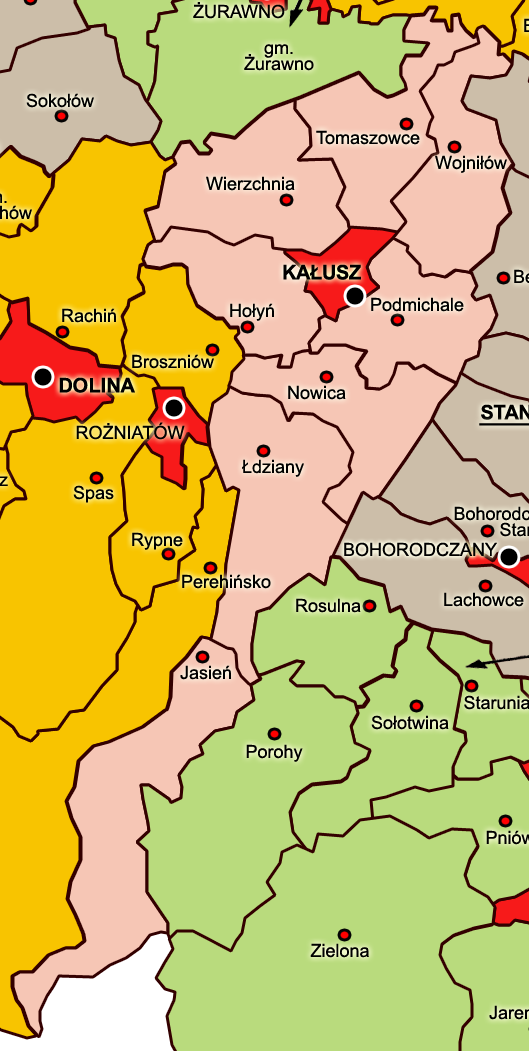
Калуський повіт

1 квітня 1927 року присілки (хутори) Павликівка, Черешеньки, Баранівка і Будостав вилучені з сільської гміни Войнилів Калуського повіту і з них утворена самоврядна гміна Павликівка.
Розпорядженням Ради міністрів 30 травня 1931 року села Майдан і Присліп передані з Калуського повіту до Богородчанського.
Загальна чисельність населення повіту за даними перепису населення 1931 року складала 102 300 осіб.
Розпорядженням Ради міністрів 28 травня 1934 року село Мединя передане з Калуського повіту до Станиславівського.
Відповідно до розпорядження міністра внутрішніх справ Польщі від 21 липня 1934 року «Про поділ Калуського повіту у Станиславівському воєводстві на сільські ґміни» 1 серпня 1934 року в Калуському повіті були утворені об'єднані сільські ґміни (відповідають волостям).

#### Міста (Міські ґміни)
1934 року Калушу підтвердили статус міста. 

#### Сільські ґміни
Кількість:
1920-1927 роки — 66
1927-1931 роки — 67
1931-1934 роки — 65
1934 рік — 64
1934-1939 роки — 8
| Об'єднані сільські ґміни 1934 року   | Об'єднані сільські ґміни 1934 року   | Старі сільські ґміни | Кількість |
| ------------------------------------ | ------------------------------------ | --- | --------- |
| 1                                    | Ґміна Вєжхня                         | Болохув (Болохів), Вєжхня (Верхня), Гуменув (Гуменів), Завадка, Збора, Мосціска (Мостище), Станькова | 7         |
| 2                                    | Ґміна Войнілув                       | Бабін, Бабін Зажечни (Бабин-Зарічний), Войнілув (Войнилів), Долпотув (Довпотів), Должка (Довжка), Дубовіца (Дубовиця), Мошковце (Мошківці), Павлікувка (Павликівка) (з 01.04.1927), Пшевозєц (Перевозець), Середне (Середня), Сюлко, Сівка Войніловска (Сівка-Войнилівська), Слобудка (Слобідка) | 13        |
| 3                                    | Ґміна Голинь                         | Голинь, Долге Калускє (Довге-Калуське), Кадобна, Кропівнік, Пуйло (Пійло), Сівка-Калуска, Тужилув (Тужилів), Уґартсталь | 8         |
| 4                                    | Ґміна Лдзяни                         | Камєнь (Камінь), Красна (Красне), Лдзяни, Нєбилув (Небилів), Петранка, Рувня (Рівня), Слобода-Нєбиловска (Слобода-Небилівська), Слобода Рувнянска (Слобода-Рівнянська), Слівкі, Топольско (Топільське)                                                                                           | 10        |
| 5                                    | Ґміна Новіца                         | Берлоги, Ґрабувка (Грабівка), Завуй (Завій), Ландестрой, Новіца (Новиця), Угринув Сьредні (Середній Угринів), Угринув Стари (Старий Угринів) | 7         |
| 6                                    | Ґміна Подміхалє                      | Бєрєжніца, Вістова, Добровляни, Мислув (Мислів), Подміхалє (Підмихайля), Подхоркі (Підгірки), Рип'янка, Студзянка (Студінка), Хоцін (Хотінь), Яворувка (Яворівка) | 10        |
| 7                                    | Ґміна Томашовце                      | Домброва (Діброва), Долга Войніловска (Довгий Войнилів), Копанкі, Лука, Нєґовце (Негівці), Перекоси, Томашовце (Томашівці), Цьвітова (Цвітова) | 8         |
| 8                                    | Ґміна Ясєнь                          | Ясєнь | 1         |
| передані до Богородчанського повіту  | передані до Богородчанського повіту  | Майдан (до 30.05.1931), Присліп (до 30.05.1931) | 2         |
| Передано до Станиславівського повіту | Передано до Станиславівського повіту | Мединя (до 28.05.1934) | 1         |

* Виділено містечка, що були у складі сільських ґмін та не мали міських прав.

### Населення
Українці-грекокатолики становили 80% населення повіту (1907).
У 1939 році в повіті налічувалося 109 990 мешканців (87 990 українців-греко-католиків — 80 %, 3 680 українців-латинників — 3,35 %, 8 640 поляків — 7,86 %, 1 670 польських колоністів міжвоєнного періоду — 1,52 %, 6 610 юдеїв — 6,01 % та 1 400 німців та інших національностей — 1,27 %).

## СРСР
Після приєднання Західної України до СРСР повіт включено 27 листопада 1939 року до новоутвореної Станіславської області. 17 січня 1940 року територія повіту була розділена на три райони, кожен з кількох ґмін:
- Войнилівський — Войнілув, Томашовце і Вєжхня.
- Калуський — Голинь і Подміхалє та міста Калуш
- Новичанський — Лдзяни, Новіца і Ясєнь.

## Німецька окупація 1941—1944 роки
Під час німецької окупації 1 серпня 1941 року Калуський повіт був відновлений як адміністративна одиниця Крайсгауптманшафту Калуш — однієї з 17 складових частин Дистрикту Галичина. Відновлений також був і поділ на гміни (волості). Колишні Долинський і Калуський повіти увійшли до складу  Калуського окружного староства (нім. Kreishauptmannschaft und Gemeindeverband Kalusz «окружне староство і об'єднання гмін Калуш»). 1 серпня 1943 Калуське окружне староство було розформовано з віднесенням Калуського повіту до Станіславського окружного староства (нім. Kreishauptmannschaft und Gemeindeverband Stanislau «окружне староство і об'єднання гмін Станіслав»), було утворено Калуський повітовий комісаріат (нім. Landkommissariat Kalusz). Після зайняття території повіту радянськими військами у липні 1944 року повіт і гміни були скасовані та відновлений поділ на райони.

## Сучасність
Нині на території Калуського повіту розташовані дві адміністративні одиниці Івано-Франківської області — Калуський та частково Рожнятівський райони.